# Solanum raphanifolium
Solanum raphanifolium là loài thực vật có hoa trong họ Cà. Loài này được Cárdenas & Hawkes miêu tả khoa học đầu tiên năm 1946.